# Adrien Broner
Adrien Jerome Broner (Cincinnati, 28 juli 1989) is een Amerikaanse bokser. Hij komt uit in de superlichtgewichtklasse. Hij hield wereldtitels in vier verschillende gewichtsklassen (supervedergewicht, lichtgewicht, superlichtgewicht en weltergewicht).

## Profcarrière

### Begin carrière
Adrien Broner had een korte amateurcarrière en werd professioneel bokser op zijn achttiende. Hij maakte zijn profdebuut op 5 mei 2008 tegen de Amerikaan Allante Davis. Hij won in de eerste ronde op technische knock-out. Op 19 juni 2010 won hij zijn eerste titel en in zijn negentiende gevecht, en op 15 januari 2011 won hij de Amerikaanse lichtgewichttitel.

### Wereldtitels
Op 26 november 2011 won Adrien Broner zijn eerste wereldtitel op 22-jarige leeftijd. Hij versloeg de Argentijn Vicente Martin Rodriguez in de derde ronde op knock-out en won de WBO-supervedergewichttitel. Na deze titel tweemaal succesvol verdedigd te hebben stapte Broner over naar de lichtgewichtklasse en won op 17 november 2012 de WBC-lichtgewichttitel van de Mexicaan Antonio DeMarco. Broner werd al snel vergeleken met Floyd Mayweather, niet alleen vanwege zijn stijl, maar ook vanwege zijn persoonlijkheid. In 2013 ging hij binnen drie maanden twee gewichtsklassen omhoog en won hij de WBA-weltergewichttitel van Paul Malignaggi. 

### Adrien Broner vs Marcos Maidana
Op 14 december 2013 verdedigde Broner zijn WBA-weltergewichttitel tegen de Argentijn Marcos Maidana. Broner was de favoriet, maar in de tweede ronde incasseerde hij voor de eerste keer in zijn carrière een knockdown. Broner kwam sterk terug, maar ging in de achtste ronde wederom neer. Maidana kreeg hierna een punt afgetrokken, omdat hij een kopstoot uitdeelde. Uiteindelijk werd Maidana unaniem verkozen tot winnaar op punten en bracht hij Broner zijn eerste professionele nederlaag toe. Na het bekendmaken van de uitslag vluchtte Broner de zaal uit, waarbij hij werd bekogeld door fans. Het gevecht werd door velen gezien als een van de beste gevechten van 2013.

### Nieuwe wereldtitel
Na zijn nederlaag maakte Broner de stap terug naar het superlichtgewicht. Hij probeerde het nog eenmaal in het weltergewicht, maar verloor van Shawn Porter. Op 3 oktober 2015 won hij een wereldtitel in een vierde gewichtsklasse. Hij versloeg de Rus Khabib Allakhverdiev in de twaalfde ronde op technische knock-out en won de WBA-superlichtgewichttitel.

## Persoonlijk
Adrien Broner was vroeger een protegé van Floyd Mayweather, maar de twee leven nu in onvrede. Hij maakt rapplaten en staat bekend vanwege controversiële filmpjes. Zo spoelt hij dollar-biljetten door het toilet en is er een sekstape van hem met een aantal dames van lichte zeden. De ring entrance van Broner wordt meestal gedaan door een rapper.